# LGBT práva v Sýrii

Duhová mapa Sýrie

Lesby, gayové, bisexuálové a transsexuálové (LGBT) v Sýrii čelí právním komplikacím neznámým pro heterosexuální spoluobčany. Stejnopohlavní sexuální aktivita je zde ilegální.
V částech země, které spadají pod kontrolu rebelů, jsou homosexuální Syřané vydíráni, mučeni a dokonce i vražděni. Z toho důvodu syrská LGBT komunita podporuje vládu Bašara al-Asada.

## Zákony týkající se stejnopohlavní sexuální aktivity
§ 520 Trestního zákona z r. 1949 zapovídá homosexuální styky jako "obscénní styky proti zákonům přírody" a trestá jej až 3 roky vězením.

## Transsexuálové
V r. 2004 se Syřanka Hiba stala první transsexuální osobou, které bylo přiznáno právo na změnu pohlaví.

## Hlasování v OSN r. 2003
V r. 2003 si Sýrie v rámci Komise pro lidská práva při OSN odhlasovala odložení rozhodnutí ohledně podepsání Deklarace OSN ohledně lidských práv a sexuální orientace. Poměr hlasování byl 27:17.

## HIV/AIDS problematika
První známé případy výskytu viru HIV v Sýrii pocházejí z r. 1987.
V r. 2005 náměstek ministra pro náboženské záležitosti veřejně publikoval, že infekce HIV/AIDS je Božím trestem pro cizoložníky a homosexuály. Ten samý rok, ministr zdravotnictví uvedl, že v Sýrii se nachází celkem 369 osob infikovaných virem HIV, a že vláda požaduje, aby jim byla poskytnutá bezplatná lékařská péče. Podle odhadů nestátních neziskových organizací bylo v posledních pěti letech zaznamenáno několik dalších případů nákazy, a podle OSN je v zemi stále nedostatečná osvěta ohledně v oblasti prevence.

## Životní podmínky
| Legální stejnopohlavní styk                                                           | (Trest: až 3 roky odnětí svobody) |
| Stejný věk legální způsobilosti k pohlavnímu styku pro obě orientace                  | No                                |
| Anti-diskriminační zákony v zaměstnání                                                | No                                |
| Anti-diskriminační zákony v přístupu ke zboží a službám                               | No                                |
| Anti-diskriminační zákony v ostatních oblastech (homofobní urážky, útoky z nenávisti) | No                                |
| Stejnopohlavní manželství                                                             | No                                |
| Jiná forma stejnopohlavního soužití                                                   | No                                |
| Adopce dítěte partnera                                                                | No                                |
| Společná adopce stejnopohlavními páry                                                 | No                                |
| Gayové a lesby mohou otevřeně sloužit v armádě                                        | No                                |
| Možnost změny pohlaví                                                                 |                                   |
| Přístup k umělému oplodnění pro lesbické ženy                                         | No                                |
| Náhradní mateřství pro gay páry                                                       | No                                |